# Erik Bertelsen
Erik Bertelsen, född 25 september 1898 i Harboøre, död 15 april 1969, var en dansk författare.
Bertelsen föddes i ett fiskarfamilj och arbetade som ung hos bönder och fiskade med sin far. Han genomgick folkskollärarseminarium men avbröt studierna, 1920–1921 genomgick han Bukhs gymnastikhögskola i Ollerup, och var därefter en tid lärare. 1920–1924 arbetade han på en silverfabrik, men försörjde sig senare som författare. 
Bertelsen debuterade 1921 med romanen Havets Børn, 1925 kom novellsamlingen Vestkystfiskare. Han förblev främst havets och fiskarnas skildrare. 1930 utgav Bertelsen romanen Revlernes Ridder,  därefter trilogin Dagen bryder frem (1938), Mænd paa Havet (1939) och Kvinder vid Stranden (1940, svensk översättning 1941). Den utgavs 1942 som ett band under titeln Harboør-Folk. 1944 utkom romanen Redningsbaaden. Bertelsen utgav även flera romaner med motiv ur danskt skolliv, Rent tilfældigt (1929) och Jeg vil sejre (1941), med motiv ur småländskt bondeliv Over paa Solsiden (1937), och med ämne från arbetarlivet Folk paa en Fabrik (1932). Bertelsen författade även lyrik i visstil, bland dessa samlingar märks Blæst og blaa Vande (1939) och Følg med os ud (1942).